# Enna redundans
Enna redundans là một loài nhện trong họ Trechaleidae.
Loài này thuộc chi Enna. Enna redundans được Norman I. Platnick miêu tả năm 1993.